# Mudabhara
Mudabhara (nep. मुडभरा) – gaun wikas samiti w zachodniej części Nepalu w strefie Seti w dystrykcie Doti. Według nepalskiego spisu powszechnego z 2001 roku liczył on 818 gospodarstw domowych i 4907 mieszkańców (2461 kobiet i 2446 mężczyzn).